# Puccinellia angusta
Puccinellia angusta là một loài thực vật có hoa trong họ Hòa thảo. Loài này được (Nees) C.A.Sm. & C.E.Hubb. miêu tả khoa học đầu tiên năm 1929.